# Natalija Ljapina
Natalija Wiktoriwna Ljapina (ukrainisch Наталія Вікторівна Ляпіна; geboren am 14. Mai 1976 in Browary) ist eine ukrainische Handballtrainerin und ehemalige Handballspielerin.

## Spielerin
Ljapina war Schülerin der Sportschule in ihrem Geburtsort Browary. In Kiew absolvierte sie die Sporthochschule.
Bis 2002 war sie in beim Verein Awtomobilist aktiv. Im Jahr 2002 wechselte sie zu Spartak Kiew, 2004 von dort zu HK Motor Saporischschja. 2008 wechselte sie nach Irpin zum Verein Universität Podatkowy. Von 2009 bis 2010 spielte sie in Almería (Spanien).
In den Jahren 2005, 2006, 2007 und 2008 gewann sie mit ihrer Mannschaft die ukrainische Meisterschaft.
Von 1996 bis 2009 war sie in 48 Länderspielen für die ukrainische Nationalmannschaft eingesetzt und warf dabei 368 Tore. Mit der Auswahl gewann sie bei den Olympischen Spielen 2004 die Bronzemedaille.

## Trainerin
Ljapina ist seit 2019 Handballtrainerin der ukrainischen Frauennationalmannschaft.

## Auszeichnungen
Für die Bronzemedaille bei Olympia 2004 wurde sie mit dem Orden der Fürstin Olga ausgezeichnet.